# Bethesdasysteem

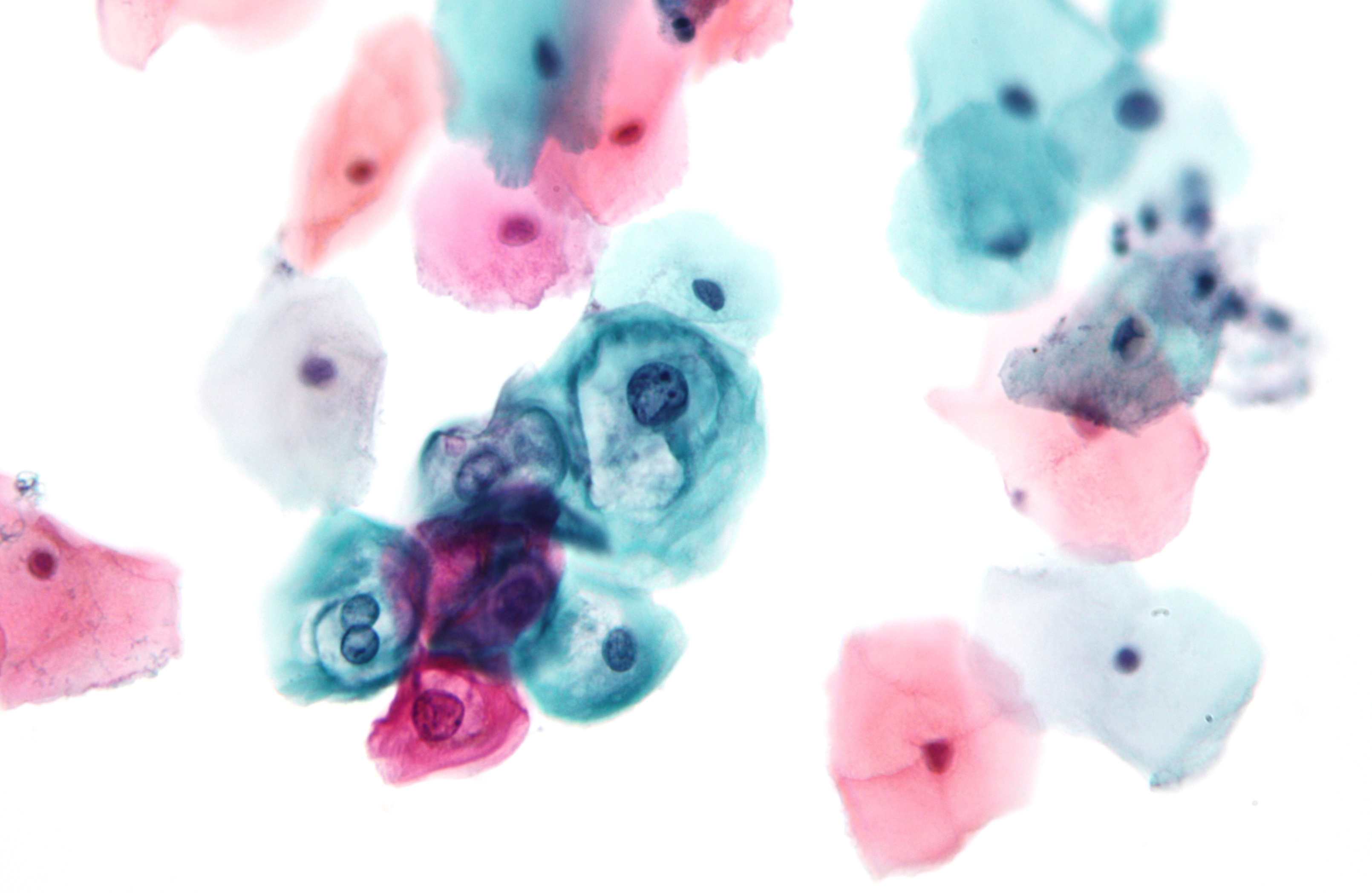
LSIL

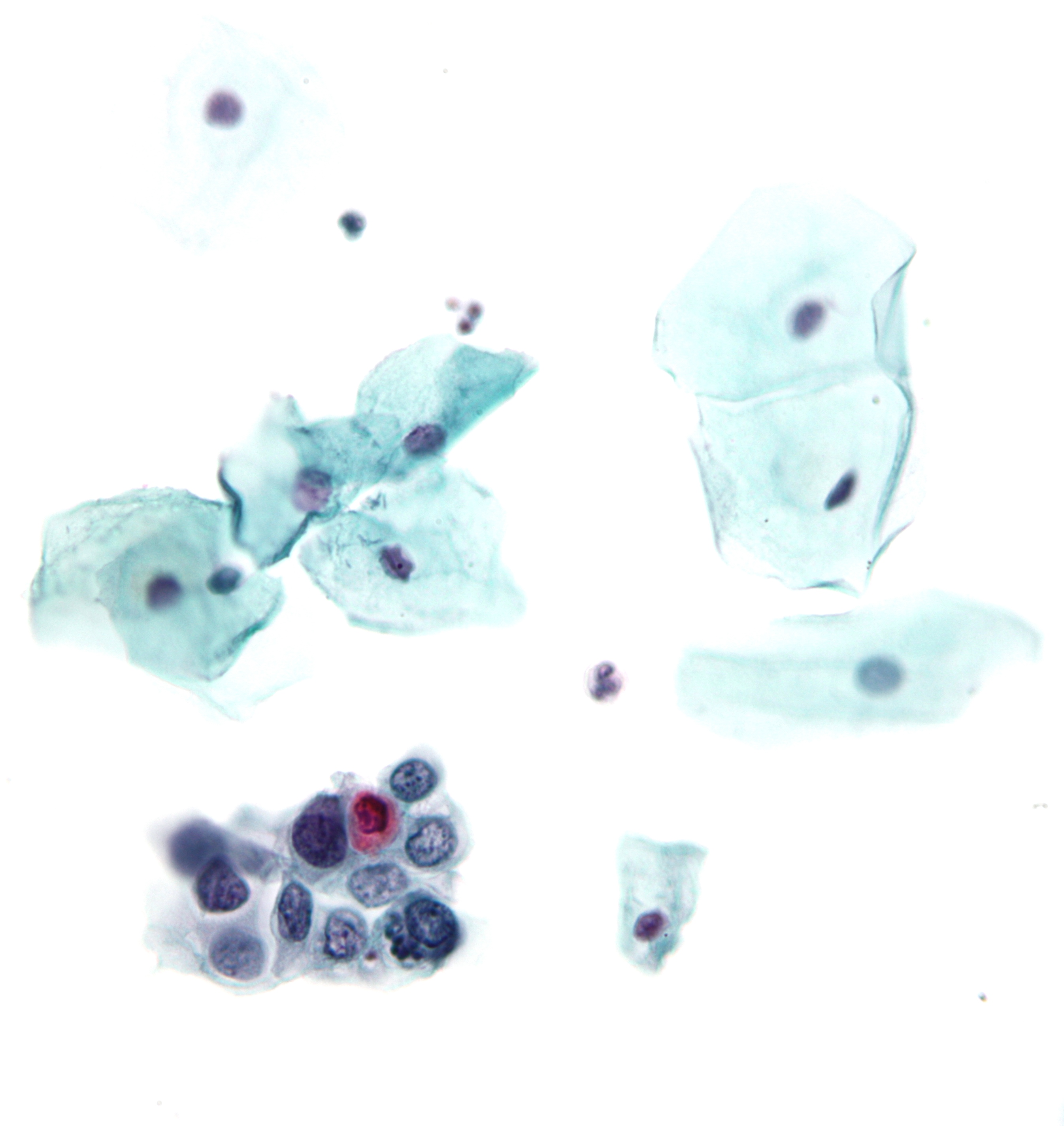
HSIL

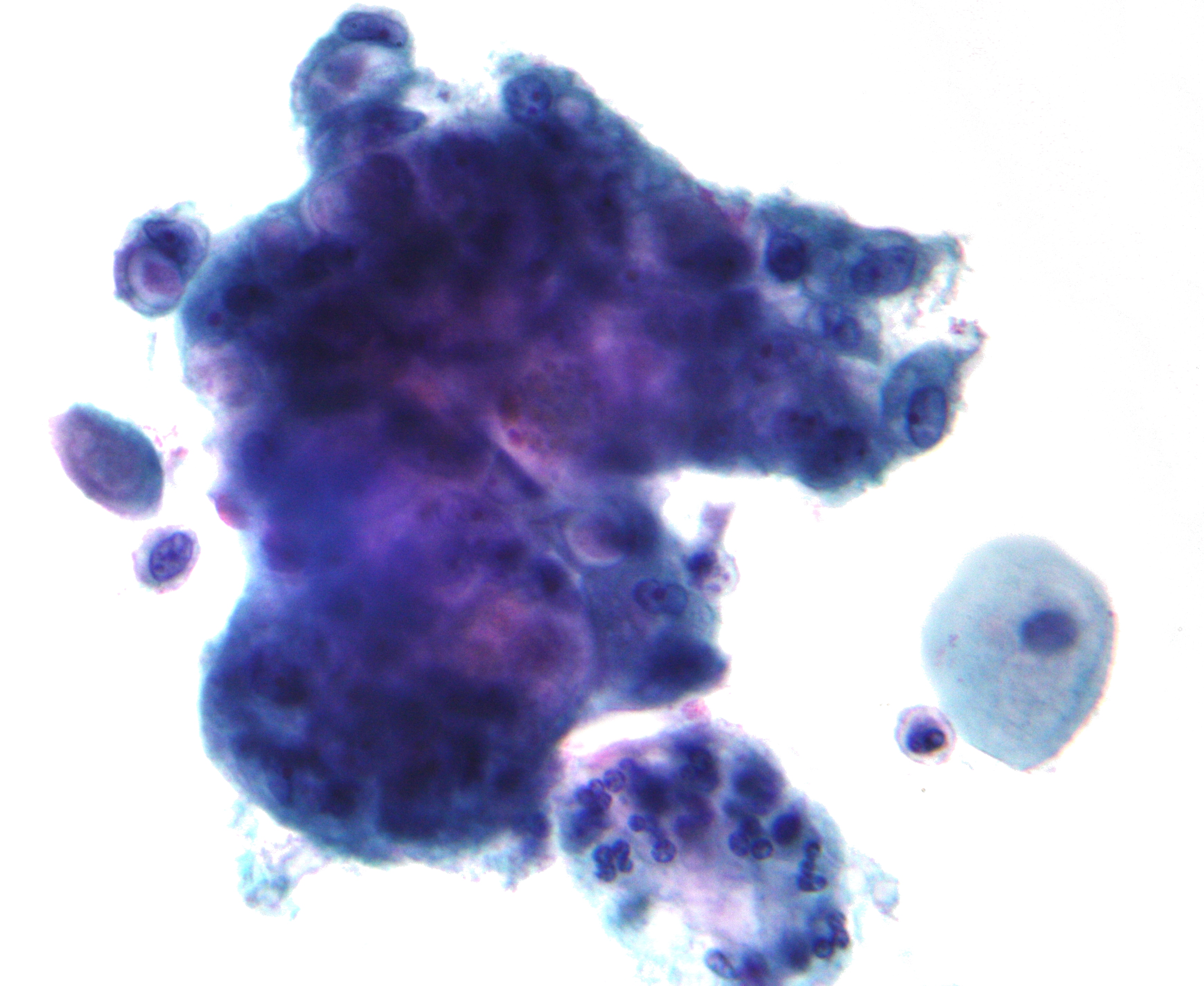
Adenocarcinoom

Het Bethesdasysteem is een systeem dat gebruikt wordt om de celveranderingen in de bekleding van de baarmoederhals (onderste en smalste gedeelte van de uterus (baarmoeder) te beschrijven om de resultaten van het uitstrijkje vast te leggen. Het systeem van Bethesda baseert zich op het uiterlijk van de malpighiaanse cellen en de kliercellen die onderzocht worden onder de microscoop, waaronder de grootte, de vorm en het gedrag. Het geeft ook aan of er kankercellen aanwezig zijn in de baarmoederhals. Het werd ontwikkeld door het National Cancer Institute en goedgekeurd op een congres in Bethesda, MD in 1988.
In het Bethesdasysteem neemt de kwaliteitsbeoordeling van het preparaat een belangrijke plaats in.

## Mogelijke resultaten
- NILM (Negative for Intraepithelial Lesion or Malignancy)
- ASCUS (Atypical Squamous Cells of Undetermined Significance)
- ASC-H (Atypical Squamous Cells, cannot exclude a High-grade lesion)
- AGUS (Atypical Glandular cells of Undetermined Significance)
- LSIL (Low-grade Squamous Intraepithelial Lesion)
- HSIL (High-grade Squamous Intraepithelial Lesion)
- Plaveiselcelcarcinoom
- Adenocarcinoom

## ASCUS
ASCUS is een Engels letterwoord dat staat voor "Atypical Squamous Cells of Undetermined Significance" ("atypische squameuze cellen van onbepaalde betekenis"), waarbij squameuze cellen platte cellen zijn zoals schalies. In dat geval is een selectie van de cellen een beetje abnormaal, maar de betekenis van deze bevinding is niet bekend. Meestal wordt een ASCUS veroorzaakt door een lichte ontsteking of irritatie rond de baarmoederhals. Dit zorgt ervoor dat de cellen enigszins abnormaal, maar niet abnormaal genoeg zijn om te worden verward met de vroege tekenen van kanker. Als er sprake is van een ASCUS kan de arts vragen om een de test na een aantal maanden te herhalen. Bij een ASCUS kan ook een colposcopie worden aanbevolen. Daarbij wordt de baarmoedermond geïnspecteerd met een 10-20x vergrotende microscoop.